# محترم لمدة شهر (مسرحية 1982)
محترم لمدة شهر هي مسرحية كوميدية مصرية، عُرضت أول مرة سنة 1982، بطولة صلاح ذو الفقار، ومن تأليف رشاد حجازي، وإخراج محمد شعلان، وإنتاج الشركة المصرية للإنتاج الفني.

## طاقم التمثيل
- صلاح ذو الفقار
- سناء مظهر
- أحمد حلاوة
- جمال شبل
- تغريد البشبيشي
- ليلي صابونجي
- محمد خليل
- أحمد عز الدين

## وصلات خارجية
- محترم لمدة شهر على موقع قاعدة بيانات الأفلام العربية